# Монтермосо
Монтермосо је мали град у шпанској покрајини Касерес (Екстермадура). 

## Географски положај
Градић се налази 90 километара јужно од главног града покрајине Касерес и 24 км од Пласенсије . 

## Становништво
Становништво се углавном бави пољопривредом. Према попису из 2008. године, у њему живи 5.769 становника. 

## Занимљивости
Монтермосо у преводу означава "прелепе планине". 